# Centre Republicà (la Sénia)
Centre Republicà és un edifici de la Sénia (Montsià) inclòs a l'Inventari del Patrimoni Arquitectònic de Catalunya.

## Descripció
Edifici entre mitgeres, amb la façana principal al c/ Primer de Maig, núm. 16 i la façana posterior al c/ Obispo Berenguer de Prats, núm.5. Consta de planta i pis principal. La façana principal, emblanquinada i amb emmarcament de pedra a les portes, té a la planta cinc portes; en el 1er. pis una llarga balconada de pedra i baranes de ferro forjat que ocupa tota la façana i a la que donen 5 portes més, sostinguda per quatre cartel·les de pedra amb esculpit vegetal d'inspiració clàssica. A la part superior hi ha dos òculs i perfil mixtilini amb una prima cornisa-motllura. A l'interior, la planta consta d'un bar, refet, i una sala-teatre que es conserva en estat original. Aquesta ocupa tota l'alçada de l'edifici, i té escenari i tribuna interior que recorre els dos murs laterals i el del fons, essent el sostre una claraboia a la part central. Mur de maçoneria, arrebossat a tot arreu excepte a la façana posterior.

## Història
Construït en el temps de la II República, l'any 1935, com s'indica a una de les portes de la façana principal. Es va utilitzar com a centre social fins que els nacionals van guanyar la Guerra Civil i el van expropiar. Va ser abandonat i més tard utilitzat per a funcions municipals (escoles, cambra agrària, etc.) Amb la restauració de la democràcia va ser retornat a la societat a la que pertanyia i tornà a la seva funció original. Paral·lelament hi havia una societat formada per gent de tendència conservadora que es reunien en el local conegut com "el Club", que encara funciona com a bar i cinema.